# 巴蘭庫利湖
53°27′40″N 90°24′44″E / 53.46111°N 90.41222°E

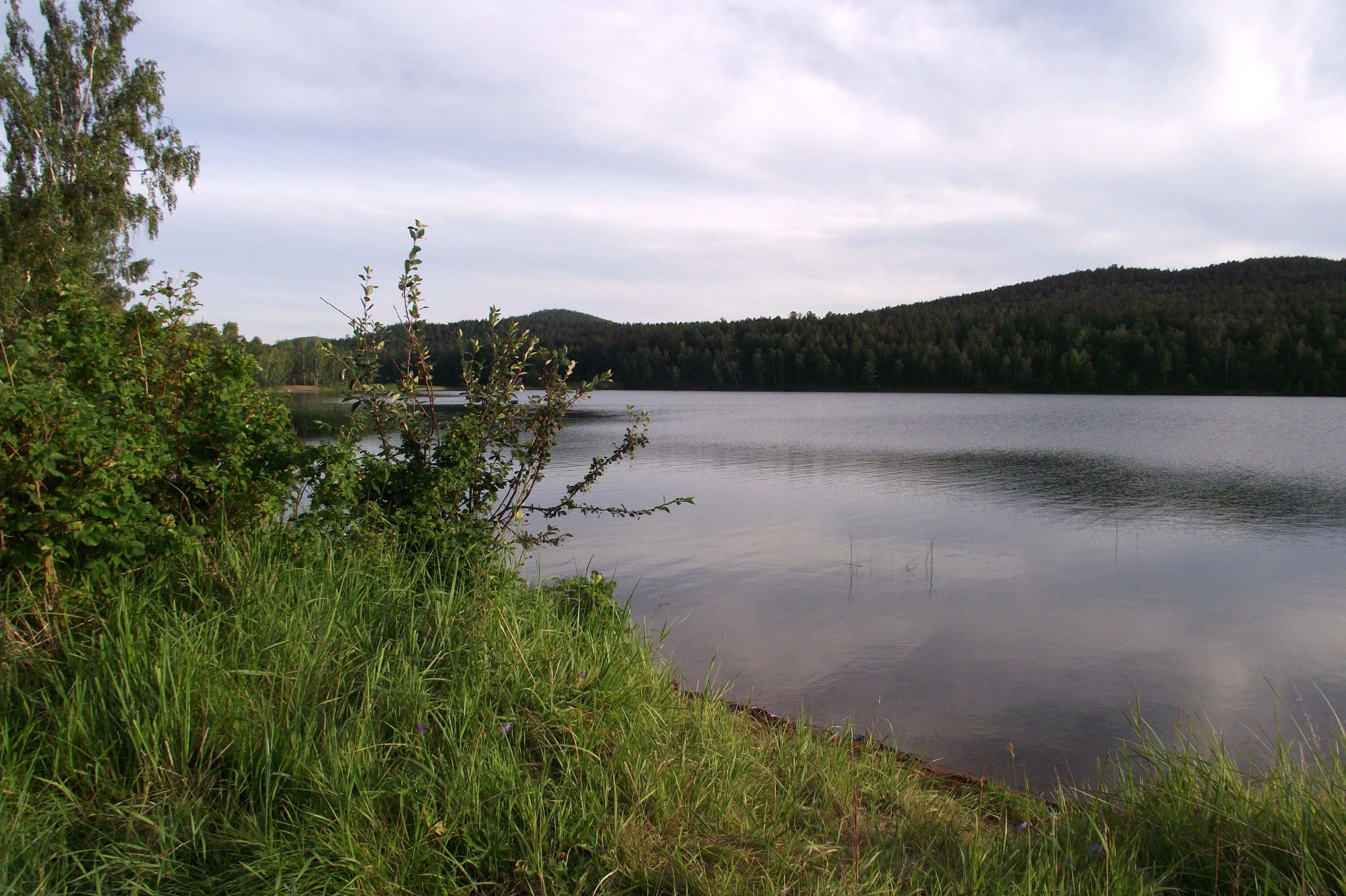

巴蘭庫利湖（俄语：Баланкуль），是俄羅斯的湖泊，位於該國中南部哈卡斯共和國，由阿斯基茲區負責管轄，面積0.4平方公里，海拔高度836米，最大水深6米。